# Championnats de Pologne de cyclisme sur route
Les championnats de Pologne de cyclisme sur route ont été créés en 1990 pour les professionnels. 

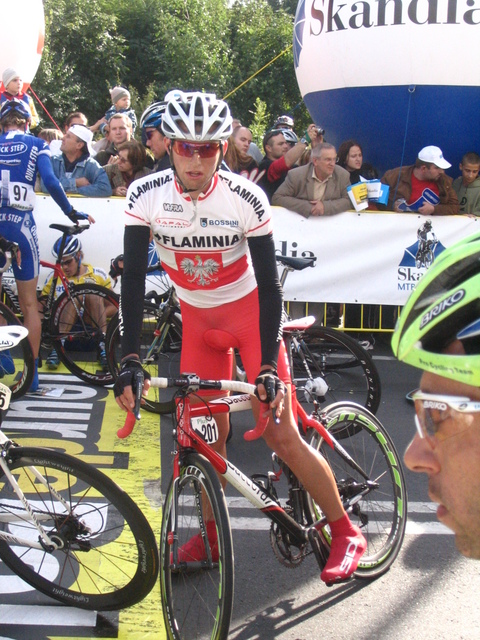
Tomasz Marczyński, vêtu du maillot de champion de Pologne

## Histoire
Auparavant, la Pologne, en tant que pays de l'Est européen, n'organisait que des compétitions amateur.

## Palmarès des championnats

### Élites Hommes

#### Course en ligne
De 1919 à 1994, la course est disputée par des coureurs amateurs. En 1995, elle s'ouvre aux professionnels.
| Année    | Vainqueur             | Deuxième              | Troisième              |
| -------- | --------------------- | --------------------- | ---------------------- |
| 1919     | Franciszek Zawadzki   | Stanisław Gronczewski | Feliks Kubasiński      |
| 1921     | Józef Lange           | Wiktor Hoechsman      | Henryk Chyłko          |
| 1922     | Wiktor Hoechsman      | Feliks Kubasiński     | Jan Łazarski           |
| 1923     | Wiktor Hoechsman      | Henryk Chyłko         | Izydor Stieglitz       |
| 1924     | Wiktor Hoechsman      | Kazimierz Krzemiński  | Marian Blicharski      |
| 1925     | Mieczysław Lange      | Tadeusz Bartodziejski | Oswald Miller          |
| 1926     | Kazimierz Dusiński    | Tadeusz Bartodziejski | Serafin Ziembicki      |
| 1927     | Jerzy Waliński        | Eugeniusz Michalak    | Franciszek Kostrzębski |
| 1928     | Józef Stefański       | Stanisław Kłosowicz   | Julian Popowski        |
| 1929     | Józef Stefański       | Feliks Więcek         | Wacław Kołodziejczyk   |
| 1930     | Józef Stefański       | Antoni Wlokas         | Stanisław Kłosowicz    |
| 1931     | Józef Stefański       | Stanisław Kłosowicz   | Eugeniusz Targoński    |
| 1932     | Stanisław Kłosowicz   | Wilhelm Dłucik        | Mieczysław Narożny     |
| 1933     | Michal Korsak-Zaleski | Feliks Brymas         | Franciszek Kielbasa    |
| 1934     | Wiktor Olecki         | Franciszek Kiełbasa   | Ewald Rurański         |
| 1935     | Boleslaw Napierala    | Wiktor Olecki         | Franciszek Kielbasa    |
| 1936     | Stanisław Zieliński   | Wiktor Olecki         | Jan Kluj               |
| 1937     | Stanisław Wasilewski  | Władysław Wandor      | Józef Ignaczak         |
| 1938     | Józef Kapiak          | Mieczysław Kapiak     | Franciszek Kiełbasa    |
| 1939     | Józef Kapiak          | Stanisław Wasilewski  | Mieczysław Kapiak      |
| 1945     | Zygmunt Wisniewski    | Waclaw Wójcik         | Jan Kluj               |
| 1946     | Jan Kluj              | Marian Rzeznicki      | Tadeusz Gabrych        |
| 1947     | Boleslaw Napierala    | Waclaw Wójcik         | Kazimierz Banski       |
| 1948     | Lucjan Pietraszewski  | Waclaw Wrzesiński     | Marian Rzeznicki       |
| 1949     | Waclaw Wrzesiński     | Henryk Czyz           | Marian Rzeznicki       |
| 1950     | Waclaw Wójcik         | Teofil Salyga         | Wojciech Krolikowski   |
| 1951     | Jozef Kapiak          | Henryk Czyz           | Waclaw Wójcik          |
| 1952     | Stanisław Królak      | Teofil Salyga         | Stanisław Swiercz      |
| 1953     | Wladyslaw Klabinski   | Stanisław Królak      | Mieczysław Wilczewski  |
| 1954     | Tadeusz Drazkowski    | Eligiusz Grabowski    | Stanisław Bedynski     |
| 1955     | Stanisław Królak      | Henryk Hadasik        | Wladyslaw Klabinski    |
| 1956     | Andrzej Trochanowski  | Waclaw Wrzesiński     | Henryk Lasak           |
| 1957     | Andrzej Trochanowski  | Janusz Paradowski     | Stanisław Bugalski     |
| 1958     | Boguslaw Fornalczyk   | Jerzy Pancek          | Stanisław Królak       |
| 1959     | Janusz Paradowski     | Jan Chtiej            | Henryk Kowalski        |
| 1960     | Jan Kudra             | Mieczysław Wilczewski | Zygmunt Kaczmarczyk    |
| 1961     | René Chtiej           | Stanisław Gazda       | Józef Gawliczek        |
| 1962     | Jan Kudra             | Kazimierz Domański    | Jan Ścibiorek          |
| 1963     | René Chtiej           | Adam Gęszka           | Waldemar Słowiński     |
| 1964     | Jan Kudra             | Józef Staroń          | Marian Kegel           |
| 1965     | Józef Staroń          | Marian Forma          | Wojciech Goszczyński   |
| 1966     | Jan Magiera           | Marian Kegel          | Jan Kudra              |
| 1967     | Wojciech Matusiak     | Zenon Czechowski      | Józef Gawliczek        |
| 1968     | Kazimierz Jasiński    | Marian Kegel          | Stanisław Żaczek       |
| 1969     | Ryszard Szurkowski    | Andrzej Kaczmarek     | Zenon Czechowski       |
| 1970     | Zygmunt Hanusik       | Lech Kluj             | Lucjan Lis             |
| 1971     | Edward Barcik         | Stanisław Szozda      | Jan Smyrak             |
| 1972     | Tadeusz Kmiec         | Zbigniew Krzeszowiec  | Zygmunt Hanusik        |
| 1973     | Stanisław Szozda      | Ryszard Szurkowski    | Janusz Kowalski        |
| 1974     | Ryszard Szurkowski    | Stanisław Szozda      | Janusz Kowalski        |
| 1975     | Ryszard Szurkowski    | Wojciech Matusiak     | Stanisław Mikołajczuk  |
| 1976     | Jan Brzeźny           | Mieczysław Nowicki    | Ryszard Szurkowski     |
| 1977     | Tadeusz Zawada        | Florian Andrzejewski  | Stanisław Czaja        |
| 1978     | Ryszard Szurkowski    | Jan Brzeźny           | Jan Jankiewicz         |
| 1979     | Ryszard Szurkowski    | Jan Krawczyk          | Jan Faltyn             |
| 1980     | Janusz Pożak          | Tadeusz Wojtas        | Jan Brzeźny            |
| 1981     | Jan Brzeźny           | Józef Szpakowski      | Jan Majchrowski        |
| 1982     | Lech Piasecki         | Jerzy Świnoga         | Sławomir Podwójniak    |
| 1983     | Andrzej Jaskuła       | Tadeusz Piotrowicz    | Adam Zagajewski        |
| 1984     | Lechoslaw Michalak    | Andrzej Mierzejewski  | Lech Piasecki          |
| 1985     | Andrzej Mierzejewski  | Mieczysław Karłowicz  | Marek Szerszyński      |
| 1986     | Sławomir Krawczyk     | Mieczysław Mazurek    | Roman Rękosiewicz      |
| 1987     | Zdzisław Wrona        | Marian Gołdyn         | Zbigniew Szczepkowski  |
| 1988     | Andrzej Mierzejewski  | Zdzisław Wrona        | Andrzej Sypytkowski    |
| 1989     | Joachim Halupczok     | Zbigniew Albin        | Janusz Domin           |
| 1990 (P) | Zenon Jaskuła         | Marek Szerszynski     | Marek Kulas            |
| 1990 (A) | Czesław Rajch         | Sławomir Krawczyk     | Jacek Mickiewicz       |
| 1991     | Marek Leśniewski      | Jerzy Sikora          | Bogdan Jamiński        |
| 1992     | Czesław Rajch         | Andrzej Sypytkowski   | Zbigniew Piątek        |
| 1993     | Marek Leśniewski      | Dariusz Banaszek      | Artur Lemcio           |
| 1994     | Jacek Mickiewicz      | Paweł Niedźwiecki     | Wojciech Drabik        |
| 1995     | Andrzej Sypytkowski   | Grzegorz Rosolinski   | Jacek Mickiewicz       |
| 1996     | Dariusz Wojciechowski | Marek Leśniewski      | Tomasz Kloczko         |
| 1997     | Piotr Wadecki         | Grzegorz Rosolinski   | Artur Krasinski        |
| 1998     | Tomasz Brożyna        | Grzegorz Gwiazdowski  | Cezary Zamana          |
| 1999     | Cezary Zamana         | Piotr Przydział       | Andrzej Sypytkowski    |
| 2000     | Piotr Wadecki         | Zbigniew Piątek       | Dariusz Wojciechowski  |
| 2001     | Radosław Romanik      | Zbigniew Piątek       | Pawel Niedzwiecki      |
| 2002     | Grzegorz Gronkiewicz  | Krzysztof Jeżowski    | Jaroslav Zarebski      |
| 2003     | Piotr Przydział       | Zbigniew Piątek       | Grzegorz Kwiatkowski   |
| 2004     | Marek Wesoły          | Artur Krzeszowiec     | Krzysztof Jeżowski     |
| 2005     | Adam Wadecki          | Marcin Gebka          | Piotr Mazur            |
| 2006     | Mariusz Witecki       | Tomasz Marczyński     | Kazimierz Stafiej      |
| 2007     | Tomasz Marczyński     | Jacek Morajko         | Robert Radosz          |
| 2008     | Marcin Sapa           | Bartłomiej Matysiak   | Maciej Bodnar          |
| 2009     | Krzysztof Jeżowski    | Tomasz Smoleń         | Błażej Janiaczyk       |
| 2010     | Jacek Morajko         | Mariusz Witecki       | Maciej Bodnar          |
| 2011     | Tomasz Marczyński     | Tomasz Smoleń         | Maciej Paterski        |
| 2012     | Michał Gołaś          | Tomasz Smoleń         | Sylwester Janiszewski  |
| 2013     | Michał Kwiatkowski    | Adrian Honkisz        | Łukasz Bodnar          |
| 2014     | Bartłomiej Matysiak   | Paweł Franczak        | Michał Podlaski        |
| 2015     | Tomasz Marczyński     | Michał Gołaś          | Paweł Bernas           |
| 2016     | Rafał Majka           | Marek Rutkiewicz      | Sylwester Janiszewski  |
| 2017     | Adrian Kurek          | Marek Rutkiewicz      | Emanuel Piaskowy       |
| 2018     | Michał Kwiatkowski    | Maciej Bodnar         | Lukasz Owsian          |
| 2019     | Michał Paluta         | Pawel Cieslik         | Mateusz Taciak         |
| 2020     | Stanisław Aniołkowski | Szymon Sajnok         | Paweł Franczak         |
| 2021     | Maciej Paterski       | Alan Banaszek         | Lukasz Owsian          |
| 2022     | Norbert Banaszek      | Szymon Rekita         | Łukasz Owsian          |
| 2023     | Alan Banaszek         | Filip Maciejuk        | Marcin Budziński       |
| 2024     | Norbert Banaszek      | Bartosz Rudyk         | Patryk Stosz           |
| 2025     | Rafał Majka           | Paweł Bernas          | Mateusz Gajdulewicz    |

Multi-titrés
- 5 : Ryszard Szurkowski
- 4 : Jozef Stefanski
- 3 : Wiktor Hoechsman, Jozef Kapiak, Jan Kudra, Tomasz Marczynski
- 2 : Norbert Banaszek, Jan Brzezny, Roman Chtiej, Stanislaw Krolak, Michał Kwiatkowski, Marek Lesniewski, Andrzej Mierzejewski, Boleslaw Napierala, Andrzej Trochanowski, Piotr Wadecki, Rafał Majka

#### Contre-la-montre

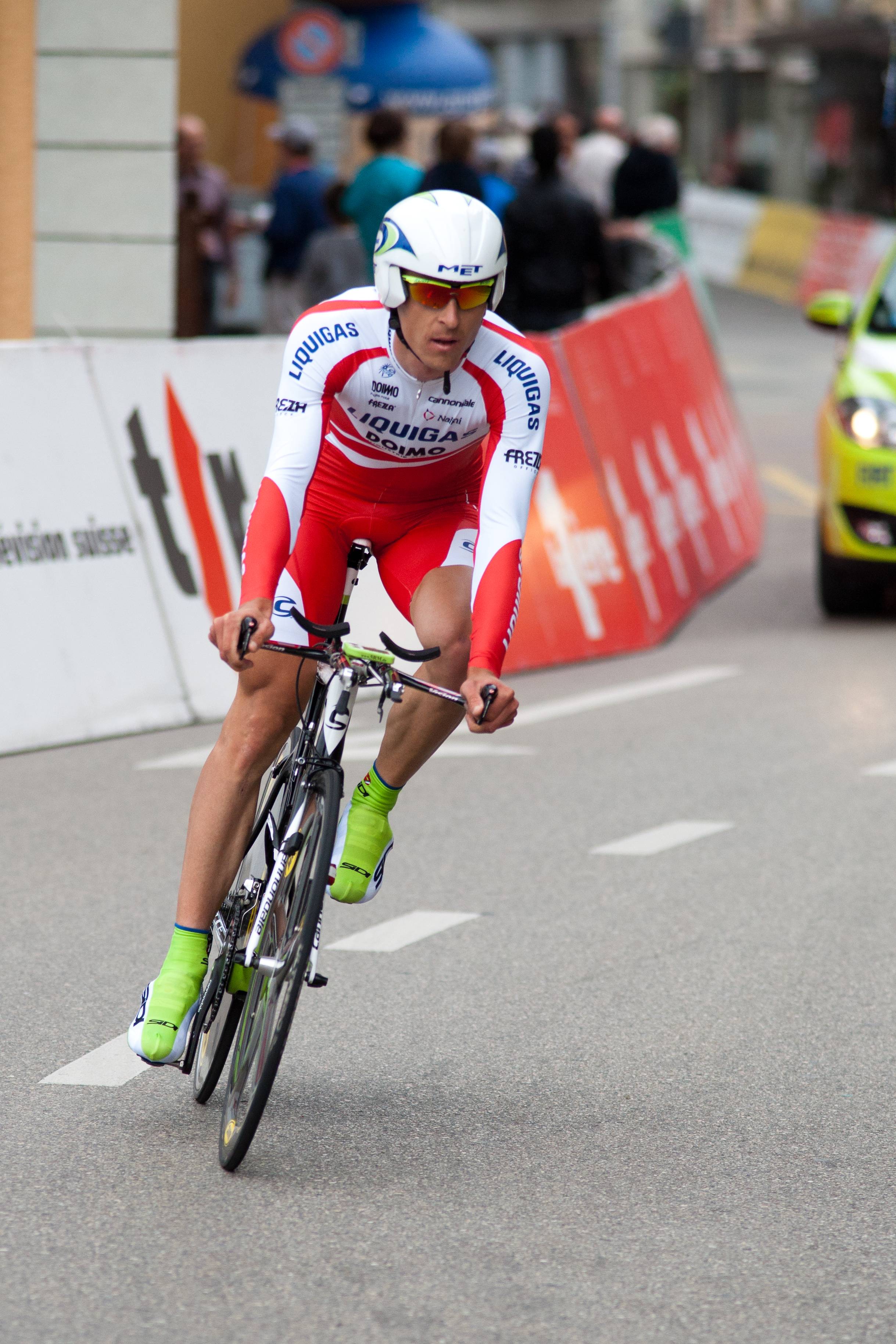
Maciej Bodnar, vêtu du maillot de champion de Pologne du contre-la-montre, lors du Tour de Romandie 2010

De 1970 à 1994, l'épreuve est réservée aux cyclistes amateurs. Depuis 1995, elle est ouverte aux professionnels.
| Année | Vainqueur            | Deuxième             | Troisième             |
| ----- | -------------------- | -------------------- | --------------------- |
| 1970  | Jan Magiera          | Mieczysław Nowicki   | Paweł Kaczorowski     |
| 1971  | Tadeusz Mytnik       | Jan Magiera          | Mieczysław Nowicki    |
| 1972  | Tadeusz Mytnik       | Ryszard Kozieł       | Florian Andrzejewski  |
| 1973  | Tadeusz Mytnik       | Szczepan Klimczak    | Ryszard Szurkowski    |
| 1974  | Tadeusz Mytnik       | Stanisław Babula     | Stanisław Kirpsza     |
| 1975  | Jan Jankiewicz       | Czesław Lang         | Florian Andrzejewski  |
| 1976  | Florian Andrzejewski | Czesław Lang         | Janusz Bieniek        |
| 1977  | Juliusz Firkowski    | Czesław Lang         | Florian Andrzejewski  |
| 1978  | Tadeusz Mytnik       | Witold Plutecki      | Henryk Santysiak      |
| 1979  | Tadeusz Mytnik       | Jan Raczkowski       | Stanisław Kirpsza     |
| 1980  | Tadeusz Mytnik       | Jan Jankiewicz       | Zbigniew Szczepkowski |
| 1981  | Stefan Janowski      | Czesław Lang         | Jerzy Świnoga         |
| 1982  | Tadeusz Mytnik       | Roman Jaskuła        | Marek Leśniewski      |
| 1983  | Stefan Janowski      | Grzegorz Zieliński   | Marek Leśniewski      |
| 1984  | Lech Piasecki        | Tadeusz Mytnik       | Roman Jaskuła         |
| 1985  | Lech Piasecki        | Zenon Jaskuła        | Paweł Bartkowiak      |
| 1986  | Zenon Jaskuła        | Paweł Bartkowiak     | Andrzej Mierzejewski  |
| 1987  | Zenon Jaskuła        | Andrzej Mierzejewski | Marek Leśniewski      |
| 1988  | Zenon Jaskuła        | Jan Magosz           | Joachim Halupczok     |
| 1989  | Joachim Halupczok    | Jan Magosz           | Zenon Jaskuła         |
| 1990  | Andrzej Barszcz      | Andrzej Maćkowski    | Jan Magosz            |
| 1991  | Marek Leśniewski     | Dariusz Baranowski   | Andrzej Sypytkowski   |
| 1992  | Piotr Chmielewski    | Dariusz Baranowski   | Marek Leśniewski      |
| 1993  | Tomasz Brożyna       | Piotr Chmielewski    | Marek Leśniewski      |
| 1994  | Bernard Bocian       | Tomasz Brożyna       | Krzysztof Szafrański  |
| 1995  | Bernard Bocian       | Krzysztof Szafrański | Tomasz Brożyna        |
| 1996  | Piotr Chmielewski    | Tomasz Brożyna       | Bernard Bocian        |
| 1997  | Dariusz Baranowski   | Pawel Niedzwiecki    | Piotr Chmielewski     |
| 1998  | Piotr Przydział      | Bernard Bocian       | Andrzej Sypytkowski   |
| 1999  | Sebastian Wolski     | Tomasz Brożyna       | Bernard Bocian        |
| 2000  | Piotr Wadecki        | Marcin Sapa          | Bernard Bocian        |
| 2001  | Piotr Przydział      | Sławomir Kohut       | Krzysztof Szafranski  |
| 2002  | Krzysztof Szafranski | Wojciech Pawlak      | Marcin Sapa           |
| 2003  | Tomasz Lisowicz      | Paweł Zugaj          | Sławomir Kohut        |
| 2004  | Sławomir Kohut       | Krzysztof Ciesielski | Dawid Krupa           |
| 2005  | Piotr Mazur          | Bartosz Huzarski     | Jarosław Rębiewski    |
| 2006  | Piotr Mazur          | Łukasz Bodnar        | Jarosław Rębiewski    |
| 2007  | Łukasz Bodnar        | Jarosław Rębiewski   | Mateusz Taciak        |
| 2008  | Łukasz Bodnar        | Maciej Bodnar        | Mateusz Taciak        |
| 2009  | Maciej Bodnar        | Bartosz Huzarski     | Mateusz Taciak        |
| 2010  | Jarosław Marycz      | Maciej Bodnar        | Marcin Sapa           |
| 2011  | Tomasz Marczyński    | Maciej Bodnar        | Wojciech Ziolkowski   |
| 2012  | Maciej Bodnar        | Michał Kwiatkowski   | Łukasz Bodnar         |
| 2013  | Maciej Bodnar        | Michał Kwiatkowski   | Mateusz Taciak        |
| 2014  | Michał Kwiatkowski   | Maciej Bodnar        | Mateusz Taciak        |
| 2015  | Marcin Białobłocki   | Kamil Gradek         | Bartosz Huzarski      |
| 2016  | Maciej Bodnar        | Marcin Białobłocki   | Mateusz Taciak        |
| 2017  | Michał Kwiatkowski   | Marcin Białobłocki   | Maciej Bodnar         |
| 2018  | Maciej Bodnar        | Marcin Białobłocki   | Michał Kwiatkowski    |
| 2019  | Maciej Bodnar        | Kamil Gradek         | Marcin Białobłocki    |
| 2020  | Kamil Gradek         | Maciej Bodnar        | Lukasz Wisniowski     |
| 2021  | Maciej Bodnar        | Filip Maciejuk       | Lukasz Wisniowski     |
| 2022  | Maciej Bodnar        | Kamil Gradek         | Szymon Rekita         |
| 2023  | Michał Kwiatkowski   | Maciej Bodnar        | Kamil Gradek          |
| 2024  | Filip Maciejuk       | Kamil Gradek         | Szymon Sajnok         |

Multi-titrés
- 8 : Tadeusz Mytnik, Maciej Bodnar
- 3 : Zenon Jaskula, Michał Kwiatkowski
- 2 : Bernard Bocian, Lukasz Bodnar, Piotr Chmielewski, Stefan Janowski, Piotr Mazur, Lech Piasecki, Piotr Przydzial

#### Course de côte
| Année     | Vainqueur             | Deuxième             | Troisième          |
| --------- | --------------------- | -------------------- | ------------------ |
| 1925      | Henryk Chyłko         |                      |                    |
| 1926-1938 | ?                     | ?                    | ?                  |
| 1939      | Władysław Wandor (pl) | Kazimierz Koper      | Władysław Motyka   |
| 1940-1947 | ?                     | ?                    | ?                  |
| 1948      | Józef Kapiak (pl)     | Roman Siemiński (pl) | Władysław Wandor   |
| 1949-1964 | ?                     | ?                    | ?                  |
| 1965      | Tadeusz Zadrożny (pl) |                      |                    |
| 1966-1973 | ?                     | ?                    | ?                  |
| 1974      | Ryszard Szurkowski    | Stanisław Szozda     | Janusz Kowalski    |
| 1975-1979 | ?                     | ?                    | ?                  |
| 1980      | Czesław Lang          | Jan Krawczyk (pl)    |                    |
| 1981-1983 | ?                     | ?                    | ?                  |
| 1984      | Andrzej Serediuk      | Lech Piasecki        | Tadeusz Piotrowicz |
| 1985-1997 | ?                     | ?                    | ?                  |
| 1998      | Tomasz Kłoczko (pl)   |                      |                    |
| 1999-2002 | ?                     | ?                    | ?                  |
| 2003      | Krzysztof Krzywy      |                      |                    |
| 2004-2008 | ?                     | ?                    | ?                  |
| 2009      | Przemysław Niemiec    | Radosław Romanik     | Marek Rutkiewicz   |
| 2010      | Marek Rutkiewicz      | Paweł Cieślik        | Radosław Romanik   |
| 2011      | Marek Rutkiewicz      | Mateusz Taciak       | Paweł Cieślik      |
| 2012      | Marek Rutkiewicz      | Adrian Honkisz       | Mateusz Taciak     |
| 2013      | Michał Podlaski       | Marek Rutkiewicz     | Łukasz Owsian      |
| 2014      | Łukasz Owsian         | Tomasz Marczyński    | Michał Podlaski    |
| 2015      | Tomasz Marczyński     | Michał Gołaś         | Łukasz Owsian      |
| 2016      | Łukasz Owsian         | Kamil Zieliński      | Michał Podlaski    |
| 2017      | Mateusz Taciak        | Adam Stachowiak      | Emanuel Piaskowy   |
| 2018      | Maciej Paterski       | Paweł Cieślik        | Łukasz Owsian      |
| 2019      | Michał Podlaski       | Michał Paluta        | Piotr Konwa        |
| 2020      | Jakub Kaczmarek       | Adam Stachowiak      | Paweł Franczak     |
| 2021      | Paweł Bernas          | Tomasz Budziński     | Piotr Brożyna      |
| 2022      | Mateusz Gajdulewicz   | Tomasz Budziński     | Michał Podlaski    |
| 2023      | Paweł Szóstka         | Jakub Murias         | Piotr Pękala       |

Multi-titrés
- 3 : Marek Rutkiewicz

#### Contre-la-montre en duo
| Année | Vainqueur                              | Deuxième                             | Troisième                                 |
| ----- | -------------------------------------- | ------------------------------------ | ----------------------------------------- |
| 2013  | Kamil Gradek Paweł Bernas              | Łukasz Bodnar Paweł Brylowski        | Adam Stachowiak Błażej Janiaczyk          |
| 2014  | Tomasz Kiendyś Adrian Kurek            | Kamil Gradek Paweł Bernas            | Mateusz Taciak Jarosław Marycz            |
| 2015  | Kamil Gradek Paweł Bernas              | Tomasz Kiendyś Adrian Kurek          | Mateusz Taciak Jarosław Marycz            |
| 2016  | Tomasz Kiendyś Adrian Kurek            | Jarosław Marycz Bartłomiej Matysiak  | Piotr Brożyna Alan Banaszek               |
| 2017  | ?                                      | ?                                    | ?                                         |
| 2018  | Marcin Białobłocki Wojciech Ziółkowski | Filip Maciejuk Szymon Rekita         | Kacper Kistowski Wojciech Sykała          |
| 2019  | Daniel Staniszewski Bartłomiej Proć    | Damian Sławek Kacper Wiszniewski     | Mateusz Kostański Wojciech Bystrzycki     |
| 2020  | Pas organisé                           | Pas organisé                         | Pas organisé                              |
| 2021  | Norbert Banaszek Tobiasz Pawlak        | Damian Bieniek Patryk Gieracki       | Radosław Frątczak Szymon Potasznik        |
| 2022  | Radosław Frątczak Piotr Maślak         | Jakub Musialik Igor Sek              | Aleksander Krukowski Radosław Lewandowski |
| 2023  | Michał Pomorski Maksymilian Radosz     | Aleksander Krukowski Kacper Majewski | Jakub Musialik Igor Sek                   |

#### Contre-la-montre par équipes
| Année | Vainqueur                                                  | Deuxième                                                             | Troisième                                                       |
| ----- | ---------------------------------------------------------- | -------------------------------------------------------------------- | --------------------------------------------------------------- |
| 2021  | Antoni Gańko Dominik Górak Kacper Maciejuk Bartłomiej Proć | Marcin Zarębski Piotr Mierzyński Patryk Gieracki Damian Bieniek      | Radosław Lewandowski Szymon Pomian Jakub Soszka Adam Woźniak    |
| 2022  | Radosław Frątczak Piotr Maślak Jakub Musialik Igor Sęk     | Adam Woźniak Kacper Majewski Michael Krukov Mateusz Cywiński         | Damian Bieniek Jakub Małachowski Piotr Mierzyński Antoni Olszar |
| 2023  | Radosław Frątczak Julian Kot Piotr Maślak Jakub Musialik   | Konrad Waliniak Kacper Majewski Kamil Kudliński Aleksander Krukowski | Kacper Bartkowski Filip Biernacki Karol Kusy Jakub Żurek        |
| 2024  | Kacper Gieryk Julian Kot Kacper Majewski Jakub Musialik    | Konrad Waliniak Kacper Skoneczny Kamil Kudliński Jan Gadera          | Kamil Dolak Piotr Kij Tomasz Listwoń Paweł Więczkowski          |

### Élites Femmes

#### Course en ligne
| Année | Vainqueur            | Deuxième                 | Troisième                  |
| ----- | -------------------- | ------------------------ | -------------------------- |
| 1957  | Anna Dydak           | Zofia Adamiak            | Jadwiga Czarkowska         |
| 1958  | Wanda Jankowska      | Irena Waligóra           | Danuta Zimoch              |
| 1959  | Wanda Jankowska      | Maria Fąfrowicz          | Henryka Gryczuk            |
| 1960  | Henryka Gryczuk      | Elżbieta Wycisk          | Danuta Tarnachowicz        |
| 1961  | Jadwiga Czarkowska   | Anna Sidwa               |                            |
| 1962  | Irena Waligóra       | Helena Olech             | Danuta Tarnachowicz        |
| 1963  | Henryka Gryczuk      |                          |                            |
| 1964  | Henryka Gryczuk      | Maria Sidwa              |                            |
| 1965  | Henryka Laskus       | Maria Sidwa              |                            |
| 1966  | Jolanta Masłoń       |                          |                            |
| 1967  | Maria Maszczyk       |                          |                            |
| 1984  | Małgorzata Sandej    | Beata Bielas             | Grażyna Stecka             |
| 1986  | Anna Gnetner         | Justyna Michalak         | Małgorzata Jędrzejewska    |
| 1987  | Bogumiła Matusiak    |                          |                            |
| 1988  | Małgorzata Sandej    | Justyna Michalak         | Bogumiła Matusiak          |
| 1989  | Anna Gnetner         |                          |                            |
| 1990  | Agnieszka Godras     | Małgorzata Jędrzejewska  | Bogumiła Matusiak          |
| 1991  | Agnieszka Godras     | Małgorzata Jędrzejewska  | Urszula Milewska           |
| 1992  | Agnieszka Godras     | Małgorzata Jędrzejewska  | Bogumiła Matusiak          |
| 1993  | Bogumiła Matusiak    | Agnieszka Godras         | Małgorzata Jędrzejewska    |
| 1994  | Agnieszka Godras     | Bogumiła Matusiak        | Małgorzata Jędrzejewska    |
| 1995  | Bogumiła Matusiak    | Małgorzata Jędrzejewska  | Agnieszka Godras           |
| 1996  | Agnieszka Wiśniewska | Monika Kotek             | Bogumiła Matusiak          |
| 1997  | Bogumiła Matusiak    | Malgorzata Sandej        | Dorota Czynszak            |
| 1998  | Bogumiła Matusiak    | Monika Kotek             | Paulina Brzeźna            |
| 1999  | Bogumiła Matusiak    | Anna Skawinska           | Paulina Brzeźna            |
| 2000  | Bogumiła Matusiak    | Monika Tyburska          | Małgorzata Wysocka         |
| 2001  | Bogumiła Matusiak    | Anna Skawinska           | Paulina Brzeźna            |
| 2002  | Bogumiła Matusiak    | Monika Tyburska          | Paulina Brzeźna            |
| 2003  | Bogumiła Matusiak    | Paulina Brzeźna          | Małgorzata Wysocka         |
| 2004  | Bogumiła Matusiak    | Paulina Brzeźna          | Magdalena Zamolska         |
| 2005  | Paulina Brzeźna      | Bartosz Huzarski         | Maja Włoszczowska          |
| 2006  | Maja Włoszczowska    | Paulina Brzeźna          | Anna Szafraniec            |
| 2007  | Maja Włoszczowska    | Aleksandra Wnuczek       | Anna Harkowska             |
| 2008  | Paulina Brzeźna      | Malgorzata Jasinska      | Anna Harkowska             |
| 2009  | Malgorzata Jasinska  | Edyta Jasińska           | Paulina Brzeźna            |
| 2010  | Malgorzata Jasinska  | Maja Włoszczowska        | Aleksandra Dawidowicz      |
| 2011  | Anna Szafraniec      | Paulina Brzeźna          | Maja Włoszczowska          |
| 2012  | Katarzyna Pawłowska  | Paulina Brzeźna          | Malgorzata Jasinska        |
| 2013  | Eugenia Bujak        | Paulina Brzeźna          | Katarzyna Pawłowska        |
| 2014  | Paulina Guz          | Monika Brzezna           | Monika Żur                 |
| 2015  | Małgorzata Jasińska  | Katarzyna Wilkos         | Paulina Brzeźna-Bentkowska |
| 2016  | Katarzyna Niewiadoma | Anna Plichta             | Malgorzata Jasinska        |
| 2017  | Karolina Karasiewicz | Monika Brzezna           | Anna Plichta               |
| 2018  | Małgorzata Jasińska  | Nikol Plosaj             | Daria Pikulik              |
| 2019  | Łucja Pietrzak       | Agnieszka Skalniak-Sójka | Marta Lach                 |
| 2020  | Marta Lach           | Katarzyna Wilkos         | Łucja Pietrzak             |
| 2021  | Karolina Karasiewicz | Daria Pikulik            | Dominika Włodarczyk        |
| 2022  | Wiktoria Pikulik     | Dorota Przezak           | Daria Pikulik              |
| 2023  | Monika Brzeźna       | Karolina Perekitko       | Zuzanna Chylinska          |
| 2024  | Dominika Włodarczyk  | Marta Jaskulska          | Zuzanna Chylinska          |

#### Contre-la-montre
| Année | Vainqueur                | Deuxième                | Troisième                |
| ----- | ------------------------ | ----------------------- | ------------------------ |
| 1984  | Anna Gnetner             |                         |                          |
| 1988  | Bogumiła Matusiak        | Małgorzata Jędrzejewska | Małgorzata Sandej        |
| 1990  | Marlena Ratusz           |                         |                          |
| 1991  | Dorota Warczyk           |                         |                          |
| 1993  | Małgorzata Jędrzejewska  | Agnieszka Godras        | Katazyna Wróbel          |
| 1994  | Bogumiła Matusiak        | Małgorzata Jędrzejewska | Katazyna Wróbel          |
| 1995  | Bogumiła Matusiak        | Agnieszka Godras        | Małgorzata Jędrzejewska  |
| 1996  | Bogumiła Matusiak        | Agnieszka Godras        | Monika Kotek             |
| 1997  | Dorota Czynszak          | Bogumiła Matusiak       | Monika Kotek             |
| 1998  | Dorota Czynszak          | Bogumiła Matusiak       | Monika Kotek             |
| 1999  | Bogumiła Matusiak        | Monika Tyburska         | Anna Skawinska           |
| 2000  | Monika Tyburska          | Bogumiła Matusiak       | Małgorzata Wysocka       |
| 2001  | Bogumiła Matusiak        | Anna Skawinska          | Monika Tyburska          |
| 2002  | Bogumiła Matusiak        | Joanna Ignasiak         | Monika Tyburska          |
| 2003  | Joanna Ignasiak          | Anna Skawinska          | Paulina Brzeźna          |
| 2004  | Małgorzata Wysocka       | Bogumiła Matusiak       | Joanna Ignasiak          |
| 2005  | Bogumiła Matusiak        | Anna Skawinska          | Magdalena Zamolska       |
| 2006  | Maja Włoszczowska        | Magdalena Zamolska      | Paulina Brzeźna          |
| 2007  | Joanna Ignasiak          | Magdalena Zamolska      | Bogumiła Matusiak        |
| 2008  | Bogumiła Matusiak        | Paulina Brzeźna         | Anna Harkowska           |
| 2009  | Bogumiła Matusiak        | Paulina Brzeźna         | Katarzyna Pawłowska      |
| 2010  | Maja Włoszczowska        | Paulina Brzeźna         | Eugenia Bujak            |
| 2011  | Maja Włoszczowska        | Eugenia Bujak           | Anna Harkowska           |
| 2012  | Martyna Klekot           | Paula Gorycka           | Eugenia Bujak            |
| 2013  | Katarzyna Pawłowska      | Eugenia Bujak           | Paulina Brzeźna          |
| 2014  | Eugenia Bujak            | Katarzyna Pawłowska     | Katarzyna Niewiadoma     |
| 2015  | Eugenia Bujak            | Katarzyna Niewiadoma    | Katarzyna Pawłowska      |
| 2016  | Katarzyna Niewiadoma     | Katarzyna Pawłowska     | Małgorzata Jasińska      |
| 2017  | Katarzyna Pawłowska      | Alicja Ratajczak        | Agnieszka Skalniak       |
| 2018  | Małgorzata Jasińska      | Katarzyna Pawłowska     | Katarzyna Wilkos         |
| 2019  | Anna Plichta             | Małgorzata Jasińska     | Aurela Nerlo             |
| 2020  | Anna Plichta             | Marta Jaskulska         | Karolina Kumięga         |
| 2021  | Karolina Karasiewicz     | Aurela Nerlo            | Marta Jaskulska          |
| 2022  | Agnieszka Skalniak-Sójka | Marta Lach              | Marta Jaskulska          |
| 2023  | Agnieszka Skalniak-Sójka | Marta Lach              | Marta Jaskulska          |
| 2024  | Marta Jaskulska          | Marta Lach              | Agnieszka Skalniak-Sójka |

### Espoirs Hommes
| Année | Vainqueur              | Deuxième              | Troisième              |
| ----- | ---------------------- | --------------------- | ---------------------- |
| 1998  | Kamil Wolski           | Marcin Sapa           | Sebastian Wolski       |
| 1999  | Sławomir Kohut         | Dawid Krupa           | Kamil Wolski           |
| 2000  | Daniel Okruciński      | Mateusz Mróz          | Krzysztof Czynszak     |
| 2001  | Jarosław Zarębski (pl) | Bartosz Huzarski      | Przemysław Niemiec     |
| 2002  | Daniel Okruciński      | Tomasz Dejewski       | Daniel Zych            |
| 2003  | Dariusz Rudnicki (de)  | Artur Król (pl)       | Mariusz Wiesiak        |
| 2004  | Sebastian Martyniak    | Mateusz Taciak        | Bartosz Pajor          |
| 2005  | ?                      | ?                     | ?                      |
| 2006  | Michał Gołaś           | Piotr Zieliński       | Paweł Wachnik          |
| 2007  | Piotr Krysman          | Maciej Paterski       | Piotr Osiński (de)     |
| 2008  | Piotr Osiński (de)     | Adrian Honkisz        | Marcin Urbanowski      |
| 2009  | Michał Kwiatkowski     | Radosław Syrojc       | Piotr Krajewski        |
| 2010  | Paweł Charucki         | Dariusz Gluszak       | Jarosław Kowalczyk     |
| 2011  | Marek Kulas            | Łukasz Owsian         | Karol Domagalski       |
| 2012  | Paweł Poljański        | Paweł Bernas          | Łukasz Wisniowski      |
| 2013  | Łukasz Wisniowski      | Wojciech Migdał       | Konrad Tomasiak        |
| 2014  | Piotr Brożyna          | Wojciech Franczak     | Tomasz Mickiewicz      |
| 2015  | Michał Paluta          | Mateusz Grabis        | Piotr Jaromin          |
| 2016  | Michał Paluta          | Piotr Konwa           | Piotr Brożyna          |
| 2017  | Szymon Tracz           | Damian Sławek         | Tobiasz Pawlak         |
| 2018  | ?                      | ?                     | ?                      |
| 2019  | Szymon Sajnok          | Stanisław Aniołkowski | Karol Kuklewicz        |
| 2020  | Szymon Krawczyk        | Paweł Szóstka         | Adam Kuś               |
| 2021  | Mateusz Kostański      | Marcin Zarębski       | Karol Wawrzyniak       |
| 2022  | Damian Papierski       | Jakub Soszka          | Radosław Frątczak      |
| 2023  | Mikołaj Szulik         | Julian Kot            | Kacper Maciejuk        |
| 2024  | Marek Kapela           | Maksymilian Radosz    | Mateusz Gajdulewicz    |
| 2025  | Dawid Lewandowski      | Michał Pomorski       | Franciszek Matuszewski |

| Année | Vainqueur         | Deuxième                 | Troisième                |
| ----- | ----------------- | ------------------------ | ------------------------ |
| 1998  | Sebastian Wolski  | Marcin Sapa              | Tomasz Leśniak           |
| 1999  | ?                 | ?                        | ?                        |
| 2000  | Paweł Zugaj (pl)  | Zbigniew Wyrzykowski     | Dawid Krupa              |
| 2001  | Łukasz Bodnar     | Wojciech Kamiński        | Przemysław Tokarski      |
| 2002  | Błażej Janiaczyk  | Mariusz Wiesiak          | Łukasz Bodnar            |
| 2003  | Piotr Mazur       | Mateusz Taciak           | Błażej Janiaczyk         |
| 2004  | Łukasz Bodnar     | Piotr Mazur              | Przemysław Pietrzak      |
| 2005  | Rafał Ratajczyk   | Mateusz Taciak           | Blazej Janiaczyk         |
| 2006  | Maciej Bodnar     | Mateusz Taciak           | Piotr Zieliński          |
| 2007  | Maciej Bodnar     | Dariusz Batek            | Piotr Pyszny             |
| 2008  | Jarosław Marycz   | Łukasz Modzełewski       | Maciej Paterski          |
| 2009  | Jarosław Marycz   | Adrian Kuriek            | Kornel Sójka             |
| 2011  | Kamil Gradek      | Paweł Brylowski          | Łukasz Wisniowski        |
| 2012  | Kamil Gradek      | Paweł Bernas             | Łukasz Wisniowski        |
| 2013  | Łukasz Wisniowski | Przemysław Kasperkiewicz | Szymon Rekita            |
| 2014  | Szymon Rekita     | Przemysław Kasperkiewicz | Bartosz Warchoł          |
| 2015  | Szymon Rekita     | Patryk Stosz             | Michał Paluta            |
| 2016  | Patryk Stosz      | Michał Paluta            | Przemysław Kasperkiewicz |
| 2017  | Piotr Brożyna     | Szymon Sajnok            | Artur Sowiński           |
| 2018  | ?                 | ?                        | ?                        |
| 2019  | Szymon Sajnok     | Filip Maciejuk           | Damian Piaterski         |
| 2020  | Szymon Krawczyk   | Filip Maciejuk           | Damian Papierski         |
| 2021  | Filip Maciejuk    | Damian Bieniek           | Mateusz Kostański        |
| 2022  | Kacper Gieryk     | Mateusz Gajdulewicz      | Adam Woźniak             |
| 2023  | Kacper Gieryk     | Mateusz Gajdulewicz      | Marek Kapela             |
| 2024  | Kacper Gieryk     | Mateusz Gajdulewicz      | Konrad Waliniak          |
| 2025  | Konrad Waliniak   | Patryk Goszczurny        | Mateusz Gajdulewicz      |

### Juniors Hommes

#### Course en ligne
| Année | Vainqueur          | Deuxième          | Troisième           |
| ----- | ------------------ | ----------------- | ------------------- |
| 2010  | Andrzej Pawlaczyk  | Paweł Samol       | Hubert Skupiński    |
| 2011  | ?                  | ?                 | ?                   |
| 2012  | Bartosz Wylamowski | Tobiasz Lis       | Łukasz Marcinkowski |
| 2013  | Kamil Turek        | Karol Wolny       | Dawid Adamczyk      |
| 2014  | Kamil Zawistowski  | Kamil Małecki     | Damian Sławek       |
| 2015  | Szymon Krawczyk    | Karol Cygan       | Damian Sławek       |
| 2016  | Szymon Krawczyk    | Szymon Tracz      | Mateusz Kostański   |
| 2017  | Adam Kuś           | Dawid Migas       | Bartosz Klasiński   |
| 2018  | Łukasz Michalski   | Paweł Kasprzyk    | Marcel Modliński    |
| 2019  | Jakub Byczkowski   | Michal Jaskot     | Miłosz Ośko         |
| 2020  | Kamil Szymacha     | Miłosz Ośko       | Kacper Maciejuk     |
| 2021  | Kacper Hoppa       | Michał Pomorski   | Kacper Gieryk       |
| 2022  | Kajetan Wąsowicz   | Hubert Grygowski  | Paweł Więczkowski   |
| 2023  | Michał Strzelecki  | Patryk Goszczurny | Igor Włodarczyk     |
| 2024  | Nikodem Sialkowski | Dawid Lewandowski | Patryk Goszczurny   |

Multi-titrés
- 2 : Szymon Krawczyk

#### Contre-la-montre
| Année | Vainqueur           | Deuxième                 | Troisième           |
| ----- | ------------------- | ------------------------ | ------------------- |
| 2010  | Mateusz Nowak       | Marek Kulas              | Tomasz Heitzman     |
| 2011  | ?                   | ?                        | ?                   |
| 2012  | Szymon Rekita       | Przemysław Kasperkiewicz | Wojciech Sykała     |
| 2013  | Michał Paluta       | Tobiasz Pawlak           | Mikoŀaj Gutek       |
| 2014  | Mikoŀaj Gutek       | Patryk Górecki           | Damian Sławek       |
| 2015  | Szymon Sajnok       | Adrian Kaiser            | Daniel Staniszewski |
| 2016  | Filip Maciejuk      | Mateusz Kostański        | Wojciech Bystrzycki |
| 2017  | Filip Maciejuk      | Wiktor Richter           | Mateusz Kostański   |
| 2018  | Damian Papierski    | Michał Gałka             | Dawid Kuderczak     |
| 2019  | Dominik Górak       | Michał Gałka             | Kacper Majewski     |
| 2020  | Jakub Musialik      | Mateusz Gajdulewicz      | Igor Sęk            |
| 2021  | Mateusz Gajdulewicz | Kacper Gieryk            | Dominik Ratajczak   |
| 2022  | Marek Kapela        | Konrad Waliniak          | Dominik Ratajczak   |
| 2023  | Filip Gruszczyński  | Dawid Wika-Czarnowski    | Szymon Bęben        |
| 2024  | Dominik Krzyśków    | Patryk Goszczurny        | Nikodem Sialkowski  |

Multi-titrés
- 2 : Filip Maciejuk